# Архангельський сільський округ (Жамбильський район)
Арха́нгельський сільський округ (каз. Архангел ауылдық округі, рос. Архангельский сельский округ) — адміністративна одиниця у складі Жамбильського району Північноказахстанської області Казахстану. Адміністративний центр — село Архангелка.
Населення — 1121 особа (2021; 2030 у 2009, 3595 у 1999, 4652 у 1989).
Станом на 1989 рік існували Архангельська сільська рада (села Айтуар, Архангелка, Боєвик, Ульгі) та Баянаульська сільська рада (села Баян, Кіровка, Муромське) колишнього Джамбульського району. Село Муромське було ліквідоване 2013 року. 2013 року до складу округу увійшла територія ліквідованого Баянаульського сільського округу (села Баян, Баймаганбета Ізтоліна, Муромське).

## Склад
До складу округу входять такі населені пункти:
| Населений пункт             | Старі назви | Населення, осіб (1989) | Населення, осіб (1999) | Населення, осіб (2009) | Населення, осіб (2021) |
| --------------------------- | ----------- | ---------------------- | ---------------------- | ---------------------- | ---------------------- |
| Айтуар, село                | -           | 348                    | 299                    | 213                    | 158                    |
| Архангелка, село            | -           | 1496                   | 1174                   | 582                    | 434                    |
| Баймаганбета Ізтоліна, село | Кіровка     | 562                    | 478                    | 296                    | 60                     |
| Баян, село                  | -           | 1164                   | 983                    | 644                    | 440                    |
| --Муромське, село           | -           | 411                    | 298                    | 60                     | 2                      |
| Боєвик, село                | -           | 243                    | 140                    | -                      | -                      |
| Ульгі, село                 | -           | 428                    | 363                    | 235                    | 27                     |